# Lago Bolon'
Il lago Bolon' (in russo озеро Болонь?) è un lago d'acqua dolce dell'Estremo Oriente russo nel bacino del fiume Amur. Scorre nei rajon Amurskij e Nanajskij del Territorio di Chabarovsk.

## Descrizione
Il lago si trova nella parte nord-orientale della pianura alluvionale del medio Amur, a circa 10 km dalla riva sinistra del fiume, alla distanza di circa 40 km a sud-ovest dalla città di Amursk. Il Bolon' ha una superficie di 338 km² e una profondità massima di 5 metri. Si estende da sud-ovest a nord-est per 50 km, con una larghezza di 20 km. Il Bolon' è il secondo lago del territorio di Chabarovsk in termini di superficie (dopo il lago Čukčagirskoe). Immissari principali i fiumi Simmi, Charpi, Sel'gon e Sjumnjur; emissari i canali Sij e Serebrjanaja che collegano il lago all'Amur a est. In inverno, il lago si congela quasi completamente.

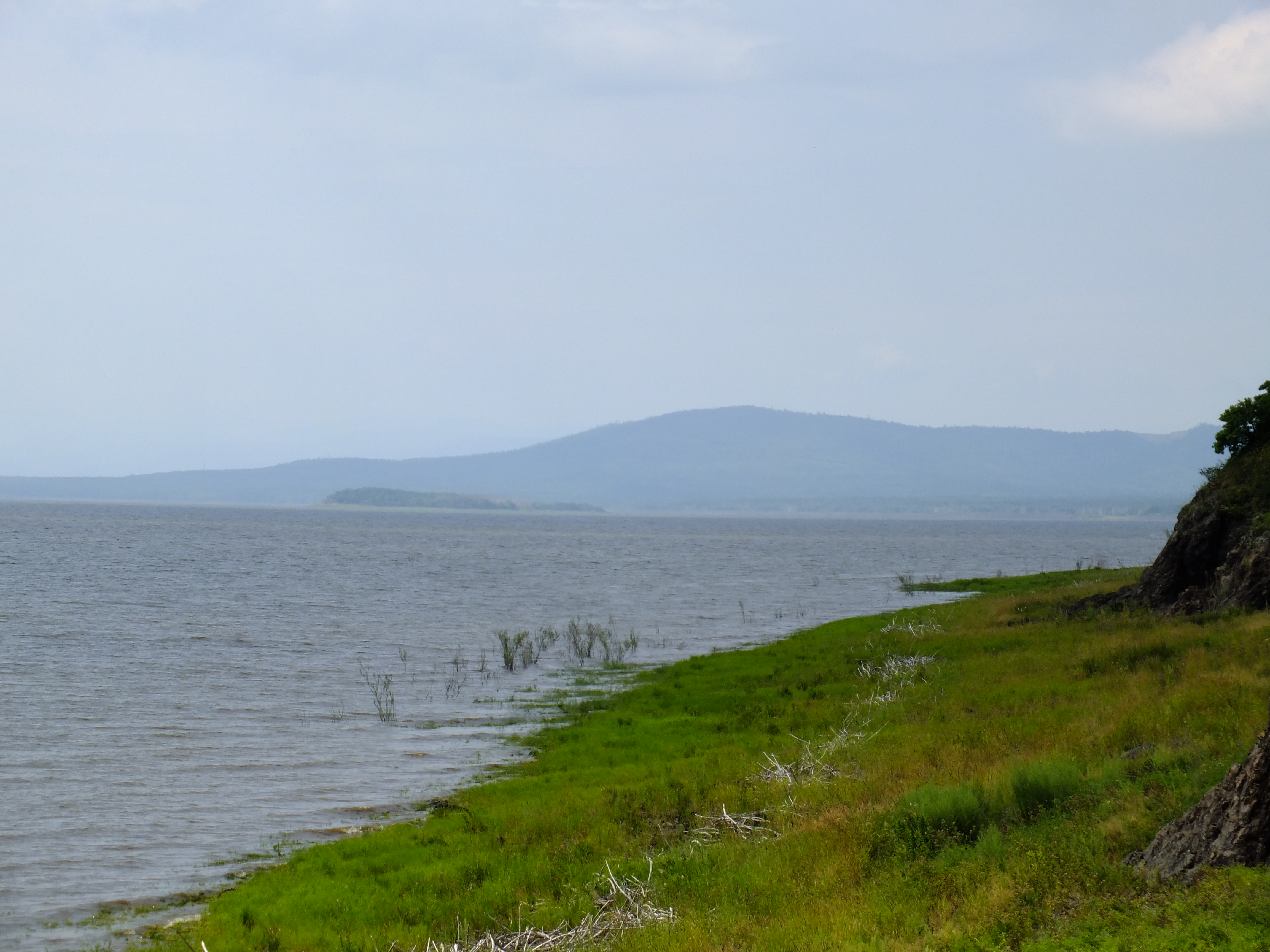
Il lago Bolon' e in lontananza l'isola Giudel'gen

Ci sono diverse isole sul lago, le maggiori sono due: 
- Jadasen (o Jagdasen, o Tuf), situata al centro del lago, è conosciuta per un antico vulcano spento. Vi si trovano i resti delle strutture di culto Jurchen.
- Giudel'gen (o Sobol'), di origine vulcanica, ricoperta di foreste, è situata vicino alla costa nord-orientale.

Sulle due isole ci sono molte leggende e tradizioni Nanai.
La Riserva naturale statale «Bolon'skij», istituita nel 1997, confina con la parte meridionale del lago.
Nel 1994 il lago Bolon' e gli estuari dei fiumi Sel'gon e Simmi sono stati inseriti nell'elenco delle zone umide di importanza internazionale, soggetto alla Convenzione di Ramsar.
Sulla costa occidentale del lago si trova il villaggio di Džuen e su quella settentrionale Teisin, ambedue sono collegati da una strada alla linea delle Ferrovie dell'Estremo Oriente (ДВЖД). Sulla riva sinistra del canale Sij, a circa tre chilometri dal lago, si trova il villaggio nanai di Ačan.

### Flora e fauna
La vegetazione del lago è dominata da: Nymphoides peltata, carici, canna comune, Typha angustifolia, Sagittaria trifolia. Una parte significativa della bassa pianura alluvionale è occupata da prati di canneti e carici.
Il lago ha la più ricca diversità di specie di pesci dell'Amur: carpa asiatica, carpa comune, carpa di Prussia, Chanodichthys erythropterus, Silurus asotus, Chanodichthys mongolicus, Hemibarbus maculatus, Megalobrama terminalis, Parabramis pekinensis, luccio dell'Amur, Mylopharyngodon piceus, Ctenopharyngodon idella, Elopichthys bambusa, Coregonus ussuriensis e Tachysurus fulvidraco. Nella stagione invernale, la maggior parte dei pesci non rimane nel lago ma si dirige verso il fiume Amur.
Il lago Bolon' è il più grande punto di concentrazione di uccelli migratori dell'Estremo Oriente dopo il lago Chanka (nel Territorio del Litorale). Qui si concentra circa 1 milione di esemplari di uccelli acquatici e semi-acquatici: gru, cicogne, cigni, oche, anatre, pivieri e cormorani. Tra questi: la cicogna bianca orientale, la gru monaca, la gru della Manciuria, l'oca cignoide, l'oca lombardella minore e il gambecchio becco a spatola.